# Cornel Tăranu
Cornel Tăranu (romanès: Cornel Țăranu)  (Cluj-Napoca, 20 de juny de 1934 - Cluj-Napoca, 18 de juny de 2023) va ser un compositor i director d'orquestra romanès, membre corresponent (1993) i posteriorment titular (2012) de l'Acadèmia Romanesa. Estava casat amb Daniela Țăranu Mărgineanu, filla del professor universitari de psicologia de Cluj, Nicolae Mărgineanu, germana del cineasta Nicolae Mărgineanu.

## Biografia
Cornel Țăranu va estudiar composició entre 1951 i 1957 amb Sigismund Toduță al Conservatori (avui, l'Acadèmia) de Música de Cluj. El 1966-1967 va estudiar al Conservatori de París amb Nadia Boulanger i Olivier Messiaen. El 1968-1969 va estudiar a Darmstadt a Alemanya amb György Ligeti, Bruno Maderna i Christoph Caskel.

## Activitat professional
Finalitzats els seus estudis va començar la seva carrera com a ajudant, cursant estudis universitaris, entre 1970-1990, després va continuar com a professor de composició. El 1968 va fundar el conjunt "Ars Nova" a Cluj. Des de 1990, és el vicepresident de la Unió de Compositors i Musicòlegs de Romania. El 1995 va fundar i és el director del Festival Modern de Cluj. És professor de composició a l'Acadèmia de Música "Gheorghe Dima" de Cluj-Napoca i va impartir cursos a Alemanya, Israel, Suïssa i els Estats Units d'Amèrica. Les preocupacions per la creació de George Enescu es van plasmar en la tesi doctoral, publicada sota el títol Enescu in the consciousness of the present (1969, Editorial Literària; traducció francesa: Enesco dans la conscience du présent, 1981, Editorial Científica i Enciclopèdica), així com completant, segons els esbossos originals, algunes obres enescusianes inacabades: Simfonia núm. 5 (parts I i IV), Caprice roumain per a violí i orquestra, el poema vocal-simfònic Strigoii per a soprano, tenor, baríton, cor i orquestra, amb la lletra de Mihai Eminescu.

## Premis
Va ser premiat repetidament per les seves composicions per la Unió de Compositors i Musicòlegs de Romania (1972, 1978, 1981, 1982 i 2001). L'any 2004 va rebre l'Ordre del Mèrit Cultural, en el grau d'Oficial. És el guanyador de la primera edició (2008) dels Premis Nacionals de les Arts, en la categoria "Música", per l'òpera Oreste - Èdipe, basada en el llibret d'Olivier Apert. És Cavaller de l'Orde de les Arts i les Lletres de França, 2002).
El 1993 va ser elegit membre corresponent de l'Acadèmia Romanesa, de la qual va ser membre de ple dret des del 2012 fins a la seva mort.

## Composició
A més de simfonies i altres obres per a orquestra, també va compondre dues òperes (Secretul lui Don Giovanni - 1969-1970 i Oreste i Èdipe - 1999-2001), música de cambra, música coral i lieds, així com música de cinema.

## Discografia
- Cinc poemes de Tristan Tzara. Christine Thomas, mezzosoprano; Milton Peckarsky, piano (Associació Tristan Tzara)
- Girlandes. Cornel Taranu/Ars Nova (Atac Babel: 9265/66)
- Testament. Marin Constantin/Música Contemporània III Madrigal Choir (Electrecord: EDC 238)
- Caprice roumain (George Enescu). Serban Lupu, violí; Cristian Mandeal/Bucharest Enescu Philharmonic (Electrecord: EDC 324/25)
- Symphony brevis; Simfonia II, 'Aulodica'; Simfonia III, 'Signes'; Simfonia IV, 'Ritornele'. (Electrecord: EDC 470)
- Prolegòmenes II. Péter Szegö/Ensemble Anonymous (Hungaroton: NCD 31572)
- Cançons nòmades. Cornel Taranu/Ars Nova (Hungaroton: NCD 31783)
- Recordant Bartók II. Aurel Marc, oboè; Cornel Taranu/Ars Nova (Hungaroton: NCD 31875)
- Recordant Bartók I. Aurel Marc, oboè (Magyar Radio: CD 011)
- Miroirs. Daniel Kientzy, saxos; Cornel Taranu/Ars Nova (Nova Musica)
- Pour Georges. Daniel Kientzy, saxo sopranino (Nova Musica: 5110)
- Simfonia II, 'Aulodica'. (Olympia: OCD 416)
- Hommage à Paul Célan. Edith Simon, mezzosoprano; Gheorghe Rosu, baix; Cornel Taranu/Ars Nova (Unió de Compositors Romanesos: UCMR 005)
- Concertul pentru piano și orchestra (1967) Orquestra Radioteleviziunii Române, director Emanuel Elenescu, solista Liana Șerbescu (21 de desembre de 1972)

Kientzy interpreta Taranu crisàlide; Epitafe per a Jorge; Recordant Bartok II Sonata Sempre Ostinato II; Responsorial Mosaiques
Ensemble Ars Nova 1,2,4,6-9 Le Saxtuor 3 Direcció:Cornel Taranu 2,3,6-9;Daniel Kientzy 1,3 NMCD 5117.Nova Musica Paris 2006

## Música de pel·lícules
- Mere roșii (1976)
- Mai presus de orice (1978)
- Un om în loden (1979)
- Întoarcerea din iad (1983)
- Întunecare (1986)
- Pădureanca (1987)
- Flăcări pe comori (1988)
- Cardinalul (2019)